# Rectoria (Santa Maria de Martorelles)
La Rectoria és una obra de Santa Maria de Martorelles (Vallès Oriental) inclosa a l'Inventari del Patrimoni Arquitectònic de Catalunya.

## Descripció
Finestra situada al damunt de la porta principal de la façana de la rectoria. És de forma rectangular. Els bancals i la llinda són de pedra i aquest últim, encara que molt senzill, està treballat formant una llinda tripartida; la part central té forma de paràbola amb dues petites motllures laterals. La finestra talla la part inferior dreta del marc pintat d'un rellotge de sol.